# Thanh Hà (huyện)
Thanh Hà là một huyện cũ thuộc tỉnh Hải Dương, Việt Nam.

## Địa lý
Huyện Thanh Hà nằm ở phía đông nam tỉnh Hải Dương, nằm cách thành phố Hải Dương khoảng 19 km về phía đông nam, cách trung tâm thủ đô Hà Nội khoảng 92 km và cách trung tâm thành phố Hải Phòng khoảng 36 km, có vị trí địa lý:
- Phía đông và phía bắc giáp huyện Kim Thành
- Phía tây giáp thành phố Hải Dương và huyện Tứ Kỳ
- Phía nam giáp huyện An Lão và huyện Tiên Lãng, thành phố Hải Phòng.

Huyện Thanh Hà có diện tích tự nhiên là 140,70 km², dân số năm 2018 là 136.858 người, mật độ dân số đạt 973 người/km².
Huyện được chia làm 4 khu:
- Khu Hà Nam bao gồm 3 xã: Thanh Xuân, Thanh Tân, Thanh Sơn và thị trấn Thanh Hà
- Khu Hà Bắc bao gồm 6 xã: Thanh An, Thanh Lang, Hồng Lạc, Tân Việt, Cẩm Việt, Liên Mạc.
- Khu Hà Đông bao gồm 3 xã: Vĩnh Cường, Thanh Hồng, Thanh Quang.
- Khu Hà Tây bao gồm 3 xã: An Phượng, Thanh Hải, Tân An.

### Điều kiện tự nhiên
Tính chất đất đai cũng như địa hình của huyện mang đặc tính địa hình của đất phù sa sông Thái Bình. Độ cao so với mực nước biển trung bình là 0,60m. Khí hậu ở Thanh Hà mang rõ nét tính chất khí hậu nhiệt đới gió mùa, hội tụ đầy đủ điều kiện để phát triển một nền nông nghiệp toàn diện. Với vị trí địa lý, điều kiện tự nhiên thuận lợi cho phát triển kinh tế - xã hội, lại nằm giữa vùng trọng điểm của đồng bằng Bắc Bộ, nên Thanh Hà có vai trò quan trọng trong việc phát triển kinh tế - xã hội và quân sự của tỉnh Hải Dương.
Huyện Thanh Hà có đất đai do phù sa bồi tụ, sông ngòi nhiều nên rất màu mỡ, phì nhiêu, thuận lợi cho phát triển kinh tế nông nghiệp. Tuy nhiên, do phù sa bồi tụ không đều nên địa hình thổ nhưỡng của Thanh Hà không bằng phẳng và phần lớn vẫn ở dạng phù sa non. Khi chưa có hệ thống đê, hàng năm vào mùa mưa, nước lũ từ thượng nguồn đổ về mang phù sa tràn vào đồng ruộng, đầm bãi, ao hồ, có khi ngập nước đến ba bốn tháng (từ tháng 5 đến tháng 9 âm lịch). Sau khi nước rút đi đã để lại lớp phù sa dày 5–10 cm. Thanh Hà có 2/3 diện tích là triều bãi, nhiều vùng trước đây là đầm hồ, bãi trũng, quanh năm chỉ có cỏ lau, lác sú, vẹt mọc um tùm, song đó lại là môi trường tốt cho các loài thủy sinh quý, có giá trị dinh dưỡng cao như: tôm, cá, cua, cáy, rươi, ruốc.
Riêng 4 xã khu Hà Đông trũng hơn, có nhiều đầm, hồ, ruộng bãi rất thấp, lại gần hạ lưu, chịu ảnh hưởng trực tiếp của thủy triều lên xuống hàng ngày, do đó đã tạo thành một vùng sinh thái nước lợ đặc biệt phong phú. Nhiều loại thủy sản được mệnh danh là đặc sản nổi tiếng: Tôm rảo, cà ra, rươi, rạm,... "Tháng mười cà ra, tháng ba tôm rảo"; đặc biệt con rươi là thủy sản quý chỉ có ở vùng nước lợ, sống chủ yếu trong lòng đất phù sa, xuất hiện nhiều vào tháng 9, tháng 10 (âm lịch). Tính chất đất đai cũng như địa hình của huyện mang đặc tính địa hình của đất phù sa sông Thái Bình. Độ cao so với mực nước biển trung bình là 0,60m.
Thanh Hà được bao quanh bởi có các con sông lớn như Thái Bình (ở phía Tây Nam), sông Rạng, sông Văn Úc (ở phía Đông Bắc) bao bọc quanh tạo nên các tuyến giao thông  đường thủy rất quan trọng với thành phố Hải Dương các tuyến bạn như Tứ Kỳ, Kim Thành và giữa Hải Dương với hải cảng Hải Phòng, Quảng Ninh. Ngoài các con sông lớn bao quanh, trong địa phận Thanh Hà còn có sông Gùa nối sông Thái Bình với sông Văn Úc, tách khu vực Hà Đông (gồm 4 xã) như một hòn đảo nằm giữa các con sông lớn; sông Hương (đầu công nguyên gọi là sông Cam Giang) chi lưu của sông Thái Bình vào Thanh Hà từ đầu phía Tây Bắc (hiện nay đã bị lấp) xuyên dọc giữa huyện nhập vào sông Văn Úc tại xã Thanh Xuân.
Từ các con sông lớn, có các sông, ngòi nhỏ chạy len lỏi vào tận các thôn, xã trong huyện, tạo thuận lợi cho việc tưới tiêu nước cho đồng ruộng và là hệ thống giao thông thủy quan trọng trong việc giao lưu kinh tế, văn hoá, quân sự giữa các vùng, giữa Thanh Hà với các huyện trong tỉnh và các tỉnh trong cả nước. Đồng thời cũng rất thuận lợi cho việc chăn nuôi đánh bắt thủy sản, chăn nuôi gia cầm có giá trị kinh tế cao.

## Hành chính
Huyện Thanh Hà có 16 đơn vị hành chính cấp xã trực thuộc, bao gồm thị trấn Thanh Hà (huyện lỵ) và 15 xã: An Phượng, Cẩm Việt, Hồng Lạc, Liên Mạc, Tân An, Tân Việt, Thanh An, Thanh Hải, Thanh Hồng, Thanh Lang, Thanh Quang, Thanh Sơn, Thanh Tân, Thanh Xuân, Vĩnh Cường.

## Lịch sử
Mảnh đất Thanh Hà có lịch sử phát triển lâu đời. Căn cứ vào tài liệu khảo cổ thì xa xưa nơi đây là biển cả mênh mông, trải qua hàng vạn năm - được phù sa sông Thái Bình và sông Kinh Thầy bồi đắp đã thành đồng bãi phù sa châu thổ. Những cư dân Thanh Hà đầu tiên đã đến đây khai phá vùng đầm lầy, bãi lau, bờ sú thành đồng ruộng tốt tươi. Trải qua quá trình lịch sử dựng nước và giữ nước cùng dân tộc, nhân dân lao động và đã tạo dựng lên mảnh đất giàu đẹp như ngày nay và trở thành niềm tự hào của người Thanh Hà.
Từ lâu trong gian lưu truyền câu ca:: "Đã là con mẹ con cha/Sinh ra ở đất Thanh Hà xứ Đông". Cũng có nơi trong huyện truyền nhau câu ca: "Muốn làm con mẹ con cha/Thì sinh ở đất Thanh Hà xứ Đông" (tỉnh Hải Dương xưa có tên tỉnh Đông - xứ Đông).
Huyện Thanh Hà từ thời Trần trở về trước là đất Bàng Hà; thời thuộc Minh là huyện Bình Hà trong châu Nam Sách, phủ Lạng Giang. Đầu thời Hậu Lê là huyện Bình Hà phủ Nam Sách; đến thời Lê Thánh Tông chia làm hai huyện Bình Hà và Tân Minh (nay là huyện Tiên Lãng). Huyện Bình Hà mới giữ tên gọi này đến thời nhà Mạc. Khoảng đời Mạc Phúc Nguyên (1547-1561) vì kiêng huý Mạc Bình, ông nội Mạc Đăng Dung, nên đổi thành Thanh Hà. Tên gọi Thanh Hà giữ nguyên từ đó tới nay (trừ giai đoạn sáp nhập với huyện Nam Sách để thành huyện Nam Thanh).
Trải qua những biến động của lịch sử, đơn vị hành chính và địa giới Thanh Hà cũng thay đổi. Thời Hùng Vương, nước ta được chia thành 15 bộ, Hải Dương thuộc bộ Dương Tuyền; đến đầu Công nguyên nhà Hán đô hộ chia nước ta ra làm 3 quận, 10 huyện, Thanh Hà lúc đó có tên huyện là Câu Lậu (gồm Nam Thanh Hà, Tây An Lão và 1/3 huyện Tiên Lãng - Hải Phòng). Lúc này, cư dân đã khá đông đúc, sống tập trung ở các vùng thuộc khu Hà Bắc, Hà Tây và một phần Hà Nam ngày nay.
Đến đầu thế kỷ VI, Thanh Hà đã có nhiều cụm dân cư ở tập trung thành xóm trại; lớn hơn là các trang như: Cập Hiền Trang (Tiền Tiến); Hoàng Mô, Hoàng Mai Trang (Quyết Thắng); Hưu Cao Trang, Sơn Trại Trang (Thanh Bình); Hạ Hào Trang (Thanh Xá); Đìa La Trang (Cẩm Chế); Tảo Sơn Trang (Thanh An); Đại Lý, Hải Hộ Trang (Hồng Lạc).
Ngày 24 tháng 2 năm 1979, huyện Thanh Hà và huyện Nam Sách hợp nhất thành huyện Nam Thanh. Ngày 17 tháng 2 năm 1997, tái huyện Thanh Hà từ huyện Nam Thanh, giải thể xã Thanh Bình để thành lập thị trấn Thanh Hà, thị trấn huyện lỵ huyện Thanh Hà. Huyện Thanh Hà có thị trấn Thanh Hà và 24 xã: An Lương, Cẩm Chế, Hồng Lạc, Hợp Đức, Liên Mạc, Phượng Hoàng, Quyết Thắng, Tân An, Tân Việt, Thanh An, Thanh Bính, Thanh Cường, Thanh Hải, Thanh Hồng, Thanh Khê, Thanh Lang, Thanh Sơn, Thanh Thủy, Thanh Xá, Thanh Xuân, Tiền Tiến, Trường Thành, Việt Hồng, Vĩnh Lập.
Ngày 16 tháng 10 năm 2019, Ủy ban Thường vụ Quốc hội ban hành Nghị quyết số 788/NQ-UBTVQH14 về việc sắp xếp các đơn vị hành chính cấp huyện, cấp xã thuộc tỉnh Hải Dương giai đoạn 2019–2021 (nghị quyết có hiệu lực từ ngày 1 tháng 12 năm 2019). Theo đó:
- Chuyển hai xã Quyết Thắng và Tiền Tiến về thành phố Hải Dương quản lý
- Sáp nhập hai xã An Lương và xã Phượng Hoàng thành xã An Phượng
- Sáp nhập ba xã Hợp Đức, Trường Thành và Thanh Bính thành xã Thanh Quang.

Ngày 24 tháng 10 năm 2024, Ủy ban Thường vụ Quốc hội ban hành Nghị quyết số 1250/NQ-UBTVQH15 về việc sắp xếp đơn vị hành chính cấp xã của tỉnh Hải Dương giai đoạn 2023 – 2025 (nghị quyết có hiệu lực từ ngày 1 tháng 12 năm 2024). Theo đó:
- Sáp nhập xã Thanh Khê vào thị trấn Thanh Hà.
- Thành lập xã Cẩm Việt trên cơ sở xã Cẩm Chế và xã Việt Hồng.
- Thành lập xã Thanh Tân trên cơ sở xã Thanh Xá và xã Thanh Thủy.
- Thành lập xã Vĩnh Cường trên cơ sở xã Vĩnh Lập và xã Thanh Cường.

Huyện Thanh Hà có 1 thị trấn và 15 xã như hiện nay.

## Kinh tế
Huyện nổi tiếng với đặc sản vải thiều với thương hiệu vải thiều Thanh Hà.

### Nông nghiệp
Tại Thanh Hà có trồng nhiều vải thiều, hồng xiêm, ổi, chanh. Vài thiều Thanh Hà được nhà bác học Lê Quý Đôn miêu tả: "Mã ngoài như lụa hồng tơ tía, thịt vải như thủy tinh, như dáng tuyết, vị ngọt đậm, ăn thấy hương thơm tưởng như thứ rượu tiên trên đời". Chanh là một trong những cây trồng truyền thống, chủ lực, mang lại hiệu quả kinh tế cao cho nông dân huyện; được trồng chuyên canh và xen canh với vài, sản phẩm chủ yếu là lá và quả. Đến nay, toàn huyện có trên 70 ha trồng chanh, tập trung chủ yếu ở các xã Thanh Xá, Thanh Xuân,...

### Thương mại
Thanh Hà có các chợ cụm, xã: 
- Chợ Sỏi, xã An Phượng
- Chợ Nứa, xã Tân An
- Chợ Cháy, chợ Chiều, xã Cẩm Việt
- Chợ Hương, thị trấn Thanh Hà
- Chợ Mè, xã Hồng Lạc
- Chợ Hệ, khu Hà Đông
- Chợ Lại, xã Thanh Tân
- Chợ Sung, xã Liên Mạc
- Chợ Mới, xã Cẩm Việt
- Chợ Bầu, xã Thanh Hồng
- Chợ Đình, xã Vĩnh Cường
- Chợ Liên Minh, xã Thanh An + Thanh Lang
- Chợ Lâm, xã Thanh Sơn.

Làng nghề, ngành nghề tại các địa phương:
- Làng nghề dệt chiếu Tiên Kiều
- Vải thiều làng ở Hà Nam
- Trồng ổi nhiều làng ở Hà Bắc
- Làng nghề dệt chiếu Nhan Bầu
- Một số làm nghề vận tải thủy Tân Việt.

## Xã hội

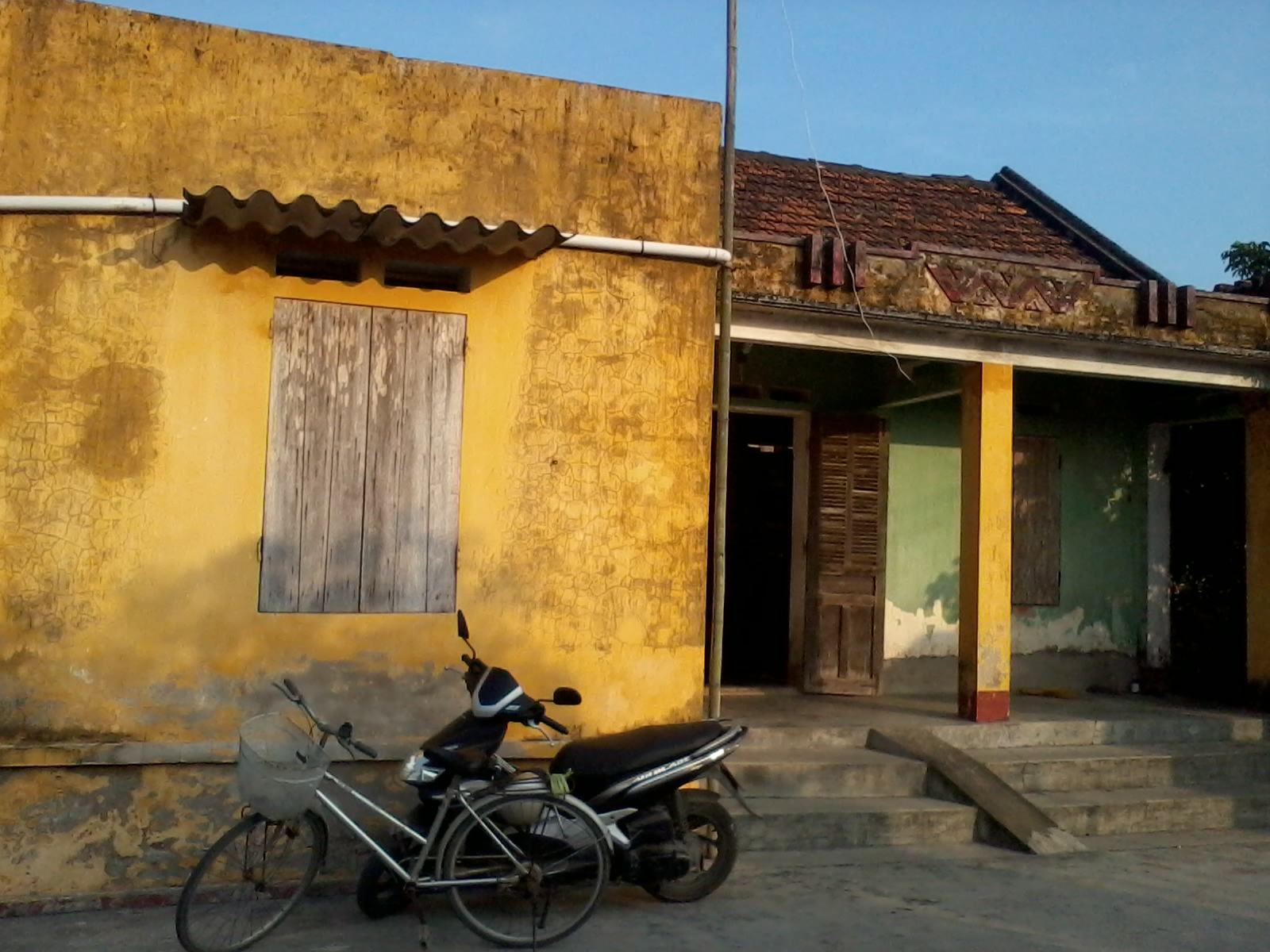
Một ngôi nhà dân ở huyện Thanh Hà, Hải Dương

Toàn huyện có 3 nguồn cấp điện cho huyện từ 3 trạm 110 kV. Toàn huyện có 64 trạm biến áp với 70 máy biến áp, tổng dung lượng 20.740 KVA. 100% xã có điện sinh hoạt với trên 99% hộ sử dụng điện sinh hoạt. Hơn 90% hộ nông dân toàn huyện được sử dụng nước hợp vệ sinh như: xã Hồng Lạc, Việt Hồng, Thanh An, Trường Thành, Thanh Hồng, Thanh Bính được dùng nước máy (nước phông tên). Rất nhiều hộ chưa được dùng nước hợp vệ sinh.Đặc biệt là thị trấn Thanh Hà. Hiện nay, nhu cầu dùng nước sạch của Thị trấn Thanh Hà rất cấp thiết mà số hộ được dùng nước sạch thi rất ít, những hộ dân còn lại đa phần phải mua nước sạch chở từ nơi khác về để sử dụng với số tiền rất đắt so với thu nhập của người dân (35.000/1m³). Vì vậy, đề nghị UBND huyện Thanh Hà xem xét xây dựng gấp Nhà máy nước để phục vụ cho đời sống của nhân dân Thị trấn.
Giao thông bộ có đường 390A chạy từ Ngã Ba Hàng (đường 5 cũ) qua địa phận xã Tiền Tiến về huyện lỵ xuôi xuống bến Gùa, kéo dài đến phà Quang Thanh; đường 390B nối từ đường 5 (đầu cầu Lai Vu) qua các xã Hồng Lạc, Việt Hồng, Cẩm Chế về huyện lỵ. Hai con đường này là huyết mạch giao thông của huyện, ngoài ra trong nội hạt còn có các con đường nhỏ liên huyện, liên xã, liên thôn tạo thành hệ thống giao thông sinh hoạt, giao lưu kinh tế, văn hoá của nhân dân và có vai trò quan trọng đối với an ninh quốc phòng của địa phương.
Về viễn thông: Hệ thống đài truyền thanh, thông tin liên lạc từ huyện đến xã được củng cố, nâng cấp và phát huy tác dụng. Đến nay toàn huyện có 3.482 máy điện thoại, bình quân 2,15 máy/100 dân, xây dựng 13 điểm bưu điện văn hoá xã.

### Giáo dục
Các trường THPT:
- Trường Trung học phổ thông Thanh Hà, thị trấn Thanh Hà
- Trường Trung học phổ thông Hà Bắc, xã Cẩm Việt
- Trường Trung học phổ thông Hà Đông, khu Hà Đông
- Trường trung học phổ thông Thanh Bình
- Trung tâm giáo dục thường xuyên Thanh Hà.

## Văn hóa
Toàn huyện có 85 di tích lịch sử đền, chùa, miếu, trong đó có 12 di tích được Nhà nước xếp hạng, mặt khác Thanh Hà là một miền quê trù phú như rừng cây ăn quả giữa đồng bằng châu thổ sông Hồng. Đó là những tiềm năng để huyện có thể phát triển du lịch sinh thái miệt vườn, văn hoá nhân văn, thu hút khách tham quan, tìm hiểu lịch sử văn hoá dân tộc.
Chùa Minh Khánh còn gọi chùa Hương Đại tại thị trấn Thanh Hà, thờ Phật và đức vua Trần Nhân Tông; được công nhận Di tích Lịch sử - Văn hóa Quốc gia năm 1990. Lễ hội chùa Minh Khánh kéo dài 3 ngày, chính hội tổ chức vào ngày 1/11 âm lịch. Đây là một trong 4 ngôi chùa của tỉnh Hải Dương được xếp hạng di tích văn hóa - lịch sử - kiến trúc vào thời kỳ Pháp thuộc.
Xã Thanh Hải có 1 di tích; có nhà múa rối nước xây dựng giữa hồ trông cổ kính mới mẻ rất hợp với khu du lịch sinh thái bãi soi sông Thái Bình. Phường rối nước xã Thanh Hải với truyền thống lâu đời, giành nhiều giải lớn trong nước và ngoài nước, là di sản văn hóa phi vật thể cấp quốc gia.
Xã Thanh Tân có Chùa Bạch Hào là di tích lịch sử cấp quốc gia với nhiều bảo vật quý; có Lễ hội chùa Bạch Hào là di sản văn hóa phi vật thể cấp quốc gia. Xã Thanh Sơn có đình làng Thuý Lâm được công nhận là di tích lịch sử cấp quốc gia. Lễ hội Vải thiều Thanh Hà – Hải Dương lần đầu tiên tổ chức vào ngày 10 tháng 6 năm 2018 tại thị trấn Thanh Hà, huyện Thanh Hà.

## Giao thông
Toàn huyện có 52 km đường nhựa, trong đó đường tỉnh quản lý 23,6 km (100%), đường huyện đạt 70%, 441 km đường đá cấp phối, 89 km đường bê tông, 42 km đường lát gạch. Các tuyến đường chính trong huyện đã được nhựa hoá, phong trào "Bê tông hoá đường giao thông nông thôn" phát triển mạnh. Đặc biệt Thanh Hà có hơn 72 km đê trung ương và đê địa phương bao quanh các con sông, điều kiện thuận lợi cho phát triển giao thông đường thủy. Đây cũng là địa phương có đường cao tốc Hà Nội - Hải Phòng đi qua.

## Danh nhân
- Hoàng Thị Hồng, thứ phi của vua Lý Anh Tông, được sắc phong "Lý triều Hoàng Thái Hậu", người có công xây dựng chợ Cháy (xã Cẩm Chế).
- Quận He Nguyễn Hữu Cầu, quê làng Lôi Động, xã Tân An; thủ lĩnh cuộc khởi nghĩa nông dân Đàng Ngoài giữa thế kỷ 18.
- Tiến sĩ Nho học (29 người): Nguyễn Thiện Tích, Đào Bạt, Lê Văn Biểu, Nguyễn Như Ngu, Nguyễn Đạt, Nguyễn Bá Tấn, Lê Nghĩa, Bùi Đoan Giáo, Nguyễn Tất Tố, Mạc Đức Tuân, Đào Khắc Lâm, Nguyễn Thúc Tuynh, Mạc Văn Tú, Vũ Duy Hàn, Đặng Miễn Cung, Nguyễn Thừa Vinh, Nguyễn Doãn (Tín Hiên), Nguyễn Huy Dao, Nguyễn Cung, Nguyễn Nghĩa Kỳ, Đinh Cương, Nguyễn Văn Phạm, Nguyễn Mậu, Mạc Đình Dự, Trần Doãn Minh, Nguyễn Cảnh Thành, Hoàng Tất Văn, Đỗ Thanh Đào, Đào Tông.